# Marek Krystian Emanuel Baczewski
Marek Krystian Emanuel Baczewski, eigentlich Marek Kowalik (* 1966 in Bielawa) ist ein polnischer Dichter, Prosaschriftsteller  und Literaturkritiker. Trotz einiger Literaturpreise gilt er als einer der am meisten unterschätzten zeitgenössischen Dichter Polens.

## Künstlername
Sein Künstlername setzt sich aus den drei religiösen Namen Markus, Christian und Emanuel sowie dem Firmennamen J. A. Baczewski (bekannt für die Produktion von Wodka) zusammen.

## Leben
1994 debütierte Baczewski mit seinem Gedichtband Fortepian Baczewskiego i inne konstrukcje. Seit 1995 schreibt er Rezensionen, Prosa und Feuilletons für die Quartalsschriften Fa-art und Opcje. 1997 gewann er den ersten Rainer-Maria-Rilke-Wettbewerb, den die Zeitschrift Topos organisierte.
Er lebt in Zawiercie.

## Werke
- Fortepian Baczewskiego i inne konstrukcje, 1994
- Taniec piórem, 1998
- Kasandra idzie przypudrować nosek, 1999
- Wiersze żebrane, 1999
- Wybór wierszy, 2000
- Antologia wierszy nieśmiałych, 2003
- Morze i inne morza, 2006 (nominiert für den Literaturpreis Gdynia 2007)
- 5 poematów, 2006
- Nie używaj tego ognia, 2008 (Drehbuch für ein Radiohörspiel)
- Dykteryjki o Bogu, przyjaźni i wielbłądach, 2009
- Fortepian i jego cień, 2010
- Była sobie książka. Eseje, 2011
- Bajki Baczewskiego, 2012
- Złote myśli samobójcze, 2014
- Projekt „Orfeusz“, 2016
- Wejdź do mnie, 2017